# 爆破彗星
《爆破彗星》是Atari公司在1979年發行的一個街機遊戲。它是街機黃金年代裏其中一個最受歡迎及具影響力的遊戲。《爆破彗星》使用矢量图形与二維視角。玩家需要操控一架航天器去避開及以子彈摧毁飛來飛去的彗星。